# Mezinárodní asociace Světových her
Mezinárodní asociace Světových her (IWGA, anglicky International World Games Association) je mezinárodní asociace, která sdružuje mezinárodní federace neolympijských sportů a pořádá Světové hry.

## Ocenění
IWGA vyhlašuje na podporu nejlepších sportovců světa u neolympijských sportů a disciplín dva tituly: Sportovec měsíce a Sportovec roku.

## Členské sportovní federace
Následujících 37 mezinárodních sportovních federací je členem IWGA.
| Sport                                  | Mezinárodní federace                                  | Anglicky                                                                       | Zkratka   | Web                          | Národní svaz                                                |
| -------------------------------------- | ----------------------------------------------------- | ------------------------------------------------------------------------------ | --------- | ---------------------------- | ----------------------------------------------------------- |
| Aikido                                 | Aikikai Honbu Dódžó                                   | Aikikai International Aikido Federation                                        | AIAF      | aikikai.or.jp                | Česká federace aikidó (ČFAI)                                |
| Koulové sporty (Pétanque, Boccia, ...) | Světová konfederace koulových sportů                  | World Petanque Boules Federation                                               | WPBF      | wpbf-fmbp.org                | Česká asociace pétanque klubů (ČAPEK) Česká federace boccii |
| Bowling                                | Světová bowlingová asociace                           | International Bowling Federation                                               | IBF       | bowling.sport                | Česká bowlingová asociace (ČBA)                             |
| Džúdžucu                               | Mezinárodní federace Džúdžucu                         | Ju-Jitsu International Federation                                              | JJIF      | jjif.sport                   | Český svaz fighting ju-jitsu (ČSFJJ)                        |
| Faustball                              | Mezinárodní fistbalová asociace                       | International Fistball Association                                             | IFA       | ifa-fistball.com             | Česká faustballová asociace (CFA)                           |
| Florbal                                | Mezinárodní florbalová federace                       | International Floorball Federation                                             | IFF       | floorball.sport              | Český florbal (ČF)                                          |
| Ultimate Frisbee                       | Mezinárodní federace létajícího disku                 | World Flying Disc Federation                                                   | WFDF      | wfdf.sport                   | Česká asociace létajícího disku (ČALD)                      |
| Gymnastika                             | Mezinárodní federace gymnastiky                       | International Gymnastics Federation / Federation Internationale de Gymnastique | FIG       | gymnastics.sport             | Česká gymnastická federace (ČGF)                            |
| Házená                                 | Mezinárodní federace házené                           | International Handball Federation                                              | IHF       | ihf.info                     | Český svaz házené (ČSH)                                     |
| Kanoistika                             | Mezinárodní kanoistická federace                      | International Canoe Federation                                                 | ICF       | canoeicf.com                 | Český svaz kanoistů (ČSK)                                   |
| Karate                                 | Světová federace karate                               | World Karate Federation                                                        | WKF       | wkf.net                      | Český svaz karate (ČSKe)                                    |
| Kickbox                                | Světová asociace kickboxerských organizací            | World Association of Kickboxing Organizations                                  | WAKO      | wako.sport                   | Český svaz kickboxu (ČSK)                                   |
| Kolečkové sporty                       | Mezinárodní federace kolečkových sportů               | International Roller Sports Federation                                         | FIRS      | worldskate.org               | Česká unie kolečkových sportů (ČUKS)                        |
| Korfbal                                | Mezinárodní korfbalová federace                       | International Korfball Federation                                              | IKF       | korfball.sport               | Česká korfbalová asociace (ČKA)                             |
| Kulečník                               | Světová konfederace billiárdu                         | World Confederation of Billiard Sports                                         | WCBS      | wcbs.sport                   | Českomoravský billiárdový svaz (ČMBS)                       |
| Kulturistika a Fitness                 | Mezinárodní federace kulturistiky a fitness           | International Federation of BodyBuilding & Fitness                             | IFBB      | ifbb.com                     | Svaz kulturistiky a fitness ČR (SKFCR)                      |
| Lakros                                 | Mezinárodní lakrosová federace                        | Federation of International Lacrosse                                           | FIL       | worldlacrosse.sport          | Česká lakrosová unie (ČLU)                                  |
| Letecký sport                          | Mezinárodní letecká federace                          | World Air Sports Federation                                                    | FAI       | fai.org                      | Aeroklub ČR (AEČR)                                          |
| Muay Thai                              | Mezinárodní federace asociací Muay Thai               | International Federation of Muaythai Associations                              | IFMA      | muaythai.sport               | Česká Muay Thai Asociace (ČMTA)                             |
| Netball                                | Mezinárodní netbalová federace                        | International Federation of Netball Associations                               | INF       | netball.sport                | neexistovala do roku 2015                                   |
| Orientační běh                         | Mezinárodní federace orientačního běhu                | International Orienteering Federation                                          | IOF       | orienteering.sport           | Český svaz orientačních sportů (ČSOS)                       |
| Podvodní sporty                        | Světová potápěčská konfederace                        | Confédération Mondiale des Activités Subaquatiques                             | CMAS      | cmas.org                     | Svaz potápěčů České republiky (SPČR)                        |
| Pozemní hokej                          | Mezinárodní federace pozemního hokeje                 | International Hockey Federation                                                | FIH       | fih.hockey                   | Český svaz pozemního hokeje (ČSPH)                          |
| Přetahování lanem                      | Mezinárodní federace přetahování lanem                | Tug of War International Federation                                            | TWIF      | tugofwar-twif.org            | Česká unie sportu v přetahování lanem (ČUSPL)               |
| Ragby                                  | Mezinárodní ragbyová federace                         | International Rugby Board                                                      | IRB       | www.world.rugby              | Česká rugbyová unie (ČSRU)                                  |
| Raketbal                               | Mezinárodní raketbalová federace                      | International Racquetball Federation                                           | IRF       | internationalracquetball.com | neexistovala do roku 2015                                   |
| Rybolovná technika                     | Mezinárodní federace rybolovné techniky               | International Casting Sport Federation                                         | ICSF      | icsf-castingsport.com        | Český rybářský svaz (ČRS)                                   |
| Silový trojboj                         | Mezinárodní federace silového trojboje                | International Powerlifting Federation                                          | IPF       | powerlifting.sport           | Federace českého silového trojboje (FČST)                   |
| Softball                               | Mezinárodní softballová federace                      | International Softball Federation                                              | ISF       | wbsc.org                     | Česká softballová asociace (ČSA)                            |
| Sportovní lezení                       | Mezinárodní federace sportovního lezení               | International Federation of Sport Climbing                                     | IFSC      | ifsc-climbing.org            | Český horolezecký svaz (ČHS)                                |
| Squash                                 | Mezinárodní squashová Asociace                        | World Squash Federation                                                        | WSF       | worldsquash.org              | Česká asociace squashe (ČASQ)                               |
| Sumó                                   | Mezinárodní federace sumó                             | International Sumo Federation                                                  | IFS       | ifs-sumo.org                 | Český Svaz Sumó (ČSS)                                       |
| Surfing                                | Mezinárodní surfingová asociace                       | International Surfing Association                                              | ISA       | isasurf.org                  | Česká Federace Stand Up Paddle (CFSUP)                      |
| Sportovní lukostřelba                  | Světová lukostřelecká federace                        | World Archery Federation                                                       | WA / FITA | worldarchery.sport           | Český lukostřelecký svaz (ČLS)                              |
| Taneční sport                          | Světová federace tanečního sportu                     | World DanceSport Federation                                                    | WDSF      | worlddancesport.org          | Český svaz tanečního sportu (ČSTS)                          |
| Vodní lyžování a wakeboarding          | Mezinárodní federace vodního lyžování a wakeboardingu | International Waterski & Wakeboard Federation                                  | IWWF      | iwwf.sport                   | Český svaz vodního lyžování a wakeboardingu (ČSVLW)         |
| Záchranářský sport                     | Mezinárodní záchranářská federace                     | International Life Saving Federation                                           | ILSF      | ilsf.org                     | Vodní záchranná služba ČČK (VZS)                            |